# Monterey (Indiana)
Monterey és una població dels Estats Units a l'estat d'Indiana. Segons el cens del 2000 tenia 231 habitants.

## Demografia
Segons el cens del 2000, Monterey tenia 231 habitants, 90 habitatges, i 60 famílies. La densitat de població era de 524,6 habitants/km².
Dels 90 habitatges en un 30% hi vivien nens de menys de 18 anys, en un 57,8% hi vivien parelles casades, en un 4,4% dones solteres, i en un 33,3% no eren unitats familiars. En el 26,7% dels habitatges hi vivien persones soles el 10% de les quals corresponia a persones de 65 anys o més que vivien soles. El nombre mitjà de persones vivint en cada habitatge era de 2,57 i el nombre mitjà de persones que vivien en cada família era de 3,12.
Per edats la població es repartia de la següent manera: un 27,3% tenia menys de 18 anys, un 9,1% entre 18 i 24, un 22,5% entre 25 i 44, un 23,8% de 45 a 60 i un 17,3% 65 anys o més.
L'edat mediana era de 36 anys. Per cada 100 dones de 18 o més anys hi havia 104,9 homes.
La renda mediana per habitatge era de 24.779 $ i la renda mediana per família de 33.750 $. Els homes tenien una renda mediana de 24.167 $ mentre que les dones 18.182 $. La renda per capita de la població era de 14.479 $. Entorn del 6,3% de les famílies i el 14,5% de la població estaven per davall del llindar de pobresa.

## Poblacions més properes
El següent diagrama mostra les poblacions més properes.